# Iphofen
Iphofen è un comune tedesco di 4 843 abitanti, situato nel land della Baviera.